# Médédjonou
Médédjonou est un arrondissement situé dans le département de l'Ouémé au Bénin. Il est sous la juridiction administrative de la commune d'Adjarra.

## Géographie

### Administration
Médédjonou fait partie des 6 arrondissements que compte la commune d'Adjarra. Il est composé de 11 villages et quartiers de ville que sont :
1. Alladako
2. Alladako-Dégoéto
3. Djavi
4. Djavi-Zèbè
5. Gbangnito
6. Gbéhamey
7. Lindja-Dangbo
8. Médédjonou
9. Médédjonou-Gbéhadji
10. Sèmè
11. Tchakou[3]

## Toponymie

### Histoire
L'arrondissement de Médédjonou est une subdivision administrative béninoise. Il devient officiellement un arrondissement de la commune d'Adjarra le 27 mai 2013 après la délibération et adoption par l'Assemblée nationale du Bénin en sa séance du 15 février 2013 de la loi n° 2013-O5 du 15/02/2013 portant création, organisation, attributions et fonctionnement des unités administratives locales en République du Bénin.

## Population et société

### Démographie
Selon le recensement général de la population et de l'habitation(RGPH4) conduit par l'institut national de la statistique et de l'analyse économique (INSAE), la population de Médédjonou compte 4566 ménages pour 21432 habitants.
| Indicateurs          | 2013  |
| -------------------- | ----- |
| Nombre de ménages    | 4566  |
| Population féminine  | 10848 |
| Population masculine | 10584 |
| Population totale    | 21432 |

## Loisirs
L'arrondissement de médédjonou abrite le centre des jeunes et de loisirs de la commune d'Adjarra, lieu d'entrainement du groupe Pépit’arts du Bénin. L'une des salles accueille également le musée des masques d'Adjarra.

## Galerie de photos

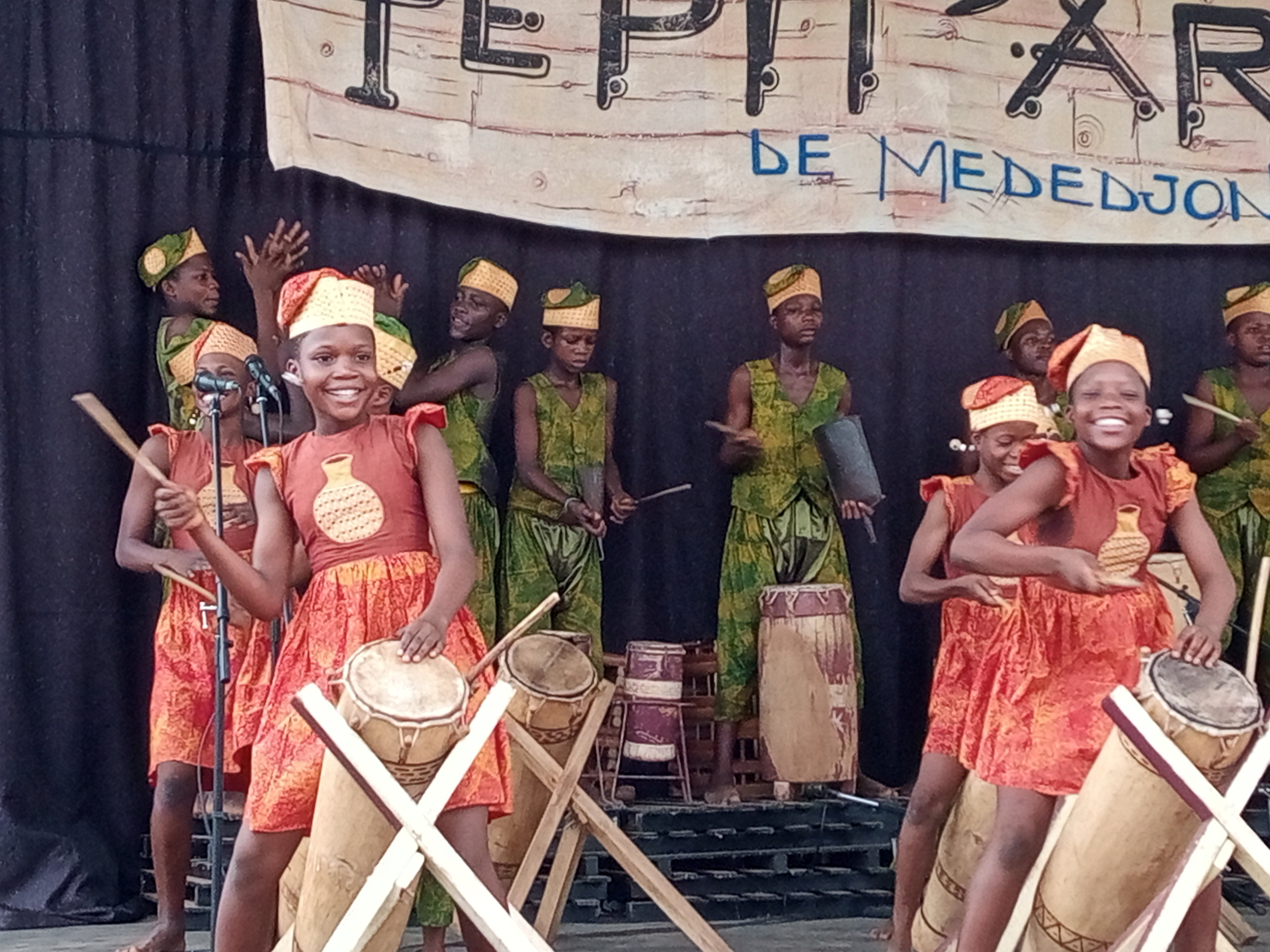
Rythmes tradionnels de Médédjonou
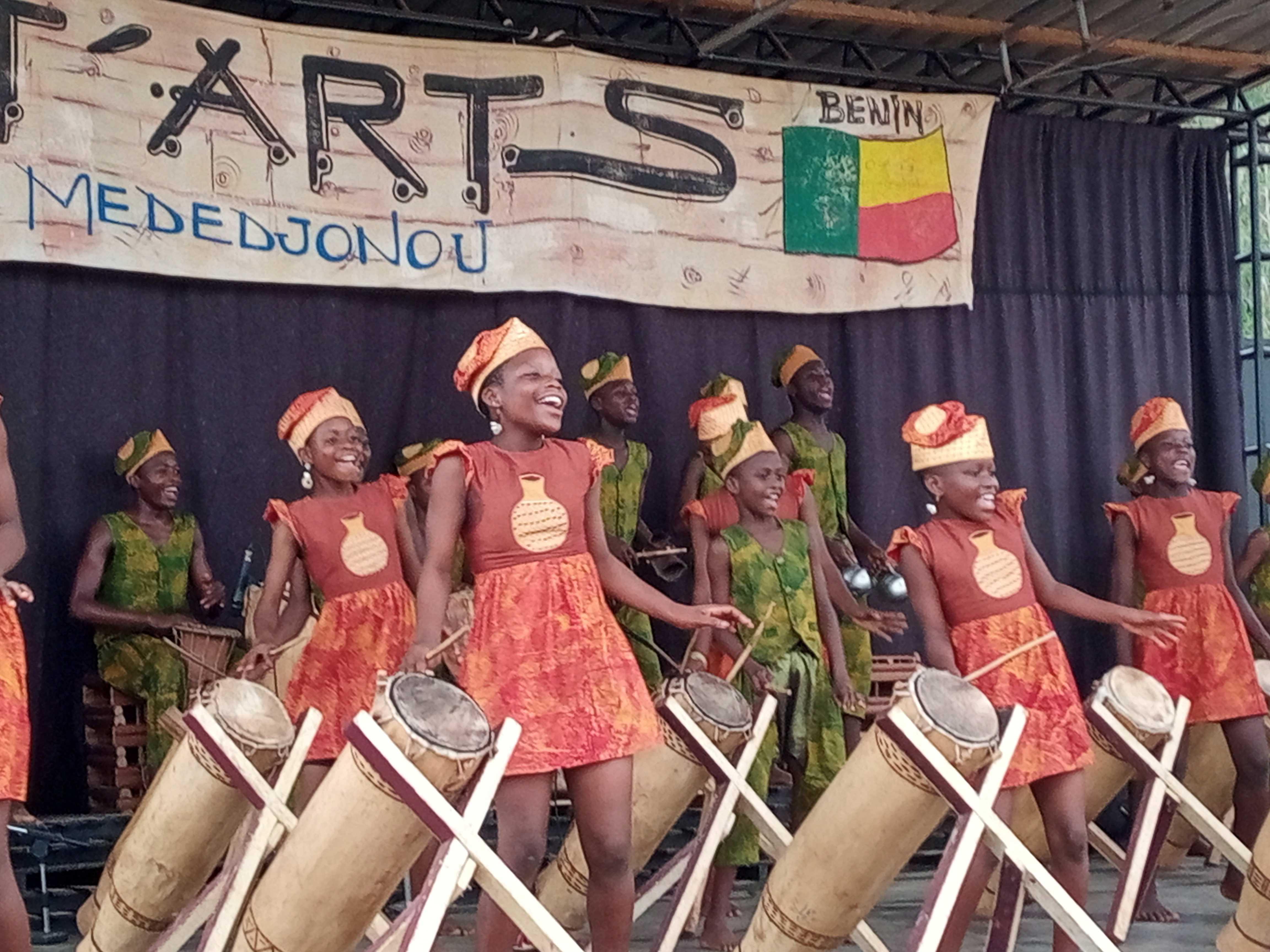
Les Pépit'Arts de Mèdédjonou, Adjarra

## Référence
1. ↑   sur insae.bj
2. ↑  « Le Bénin | Les communes du Bénin », sur www.aicp-memoire-communes.com (consulté le 19 juillet 2021)
3. ↑  « L'événement Précis – DÉCENTRALISATION AU BÉNIN: Voici l’intégralité des 5290 villages et quartiers créés par l’Assemblée » (consulté le 19 juillet 2021)
4. ↑  « Loi N° 2013-05 du 27 mai 2013 portant création, organisation, attributions et fonctionnement des unités administratives locales en République du Bénin », sur fao.org (consulté le 19 juillet 2021)
5. ↑  « RGPH_Cahier des villages et quartiers de ville - Benin Data Portal », sur benin.opendataforafrica.org (consulté le 19 juillet 2021)
6. ↑  « RGPH_Cahier des villages et quartiers de ville - Benin Data Portal », sur benin.opendataforafrica.org (consulté le 19 juillet 2021)
7. ↑  « Pépit'Arts », sur Music In Africa, 17 juillet 2020 (consulté le 1er avril 2023)